# اچ‌ام‌اس بمبئی (۱۸۰۸)

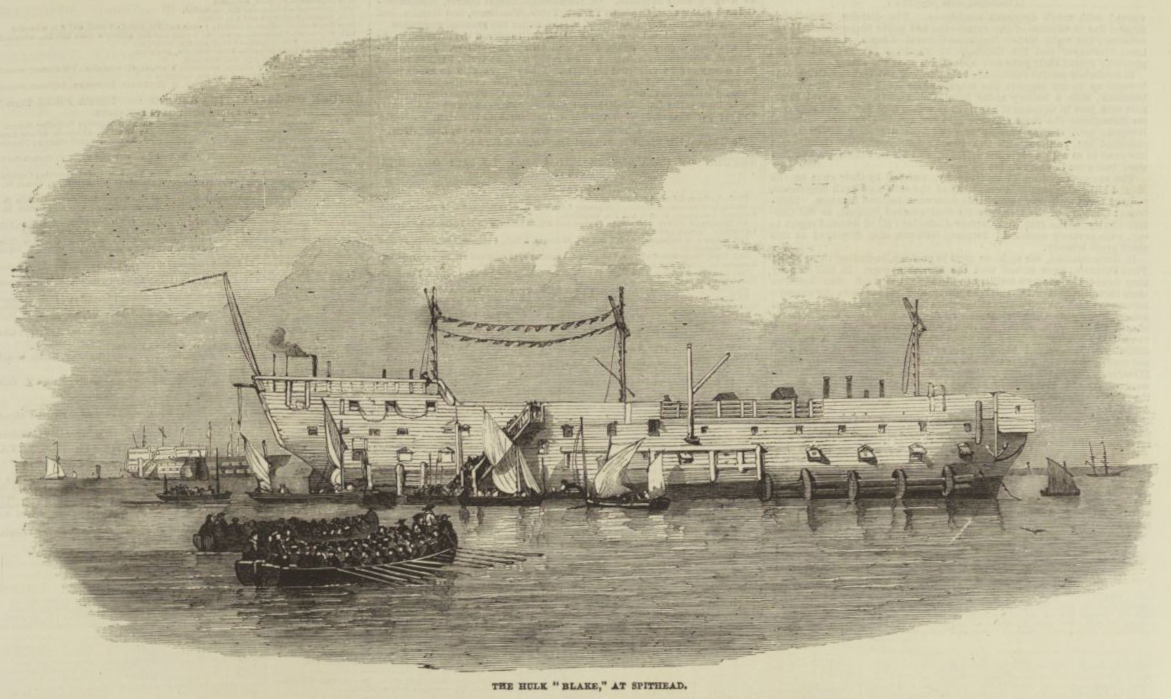
اچ‌ام‌اس بمبئی (۱۸۰۸)

اچ‌ام‌اس بمبئی (۱۸۰۸) (به انگلیسی: HMS Bombay (1808)) یک کشتی بود که طول آن ۱۷۲ فوت ۳٫۵ اینچ (۵۲٫۵۱۵ متر) بود. این کشتی در سال ۱۸۰۸ ساخته شد.